# ويليام الكسندر هاريس (سياسي)
ويليام الكسندر هاريس (بالإنجليزية: William A. Harris)‏ هو سياسي أمريكي، ولد في 29 أكتوبر 1841 في الولايات المتحدة، وتوفي في 20 ديسمبر 1909 في نفس البلد. حزبياً، نشط في حزب الشعب. وقد انتخب عضو مجلس ولاية كانساس وانتخب عضو مجلس النواب الأمريكي وانتخب عضو مجلس الشيوخ الأمريكي.